# Felipe Quispe
Felipe Quispe Huanca (Ajllata Grande, Omasuyos, 22 de agosto de 1943 - El Alto, La Paz, 19 de janeiro de 2021), chamado el Mallku (em aimará, 'o condor' ou 'autoridade originária', título que designa os chefes de tribos), foi um ativista indígena e político boliviano, da etnia aimará. Líder do Movimento Indígena Pachakuti (MIP), fundado em 2000, e líder sindical, foi secretário-geral da Confederación Sindical Única de Trabajadores Campesinos de Bolivia (CSUTCB).

## Biografia
Sua carreira política começou no final da década de 1970, quando se tornou deputado pelo departamento de La Paz. Nos anos seguintes, os métodos de Quispe se tornaram mais radicais contra o Estado, que ele acreditava defender apenas brancos e mestiços.
El Mallku fundou os "Ayllus" ou comunidades vermelhas no Altiplano e mais tarde foi um dos principais organizadores do Exército Guerrilheiro Tupac Katari, que também incluía o ex-vice-presidente boliviano Álvaro García Linera.
O movimento promoveu uma insurreição indígena contra o governo central boliviano, nos anos 1990. Quispe acabou preso, em 19 de agosto de 1992, por seu envolvimento no movimento, e passou cinco anos na prisão.
Formou-se em História pela Universidade Maior de San Andrés (UMSA) e lecionou na Universidade Pública de El Alto (UPEA), onde foi um de seus fundadores. Também foi autor de alguns livros.
Posteriormente, foi eleito líder da Confederação Sindical Única dos Trabalhadores Camponeses da Bolívia (CSUTCB) e, a partir dessa posição, em 2000, liderou uma mobilização prolongada com bloqueios de estradas que forçaram o governo de Hugo Banzer a negociar e atender a reivindicações que haviam sido adiadas por décadas.
O movimento camponês ganhou força, e El Mallku levou ministros do presidente Gonzalo Sánchez de Lozada para negociar no campo. Seu movimento foi um dos protagonistas dos protestos que levaram à renúncia de Sánchez de Lozada.
Quispe é um adversário ferrenho do neoliberal consenso de Washington e é também, assim como Evo Morales e o líder indígena Sixto Jumpiri, fortemente contra os planos norte-americanos de erradicação da coca, entendidos como um atentado contra um elemento essencial da cultura aimará-quíchua. Quispe também esteve profundamente envolvido na guerra do gás boliviano, em 2003. Os Estados Unidos acusaram-no de terrorista e narcotraficante, acusações aparentemente sem fundamento.
Felipe Quispe apresentou sua candidatura nas eleições presidenciais bolivianas de 2002, mas só obteve 5,6% dos votos (embora tivesse conseguido 17% no reduto aimará de El Alto e 29,8% no departamento de La Paz), ficando atrás de Gonzalo Sánchez de Lozada e de Evo Morales - este último também pertencente à etnia aimará, como o próprio Quispe.
Pouco depois, Quispe será eleito deputado, mas renuncia ao seu mandato em junho de 2004, pretendendo com esse gesto denunciar a corrupção no legislativo boliviano.
Candidata-se novamente, nas eleições presidenciais de dezembro de 2005. Distingue-se particularmente de Evo Morales por uma posição nacionalista indianista. Sua orientação autonomista, ou mesmo secessionista, defende o estabelecimento de uma república indígena - que poderia vir a ser chamada «Collasuyu» - e situar-se-ia nas terras altas do oeste da Bolívia, de maioria aimará. O pleito de 2005 resulta na vitória de Evo Morales, líder do MAS, ficando Quispe em quinto lugar, com apenas 2,16% de sufrágios a seu favor.
Felipe Quispe fez oposição ao governo de Evo. Após sua intensa carreira política, ele se refugiou em sua cidade natal, Achacachi. Em 2017, voltou à cena pública ao liderar um bloqueio em Achacachi exigindo a renúncia do prefeito Édgar Ramos, do partido MAS.
Ele também foi treinador e fundou o time Deportivo Pachakuti, formado por jovens jogadores do Altiplano boliviano.

## Morte
Felipe morreu em 19 de janeiro de 2021, aos 78 anos. Ele era candidato ao governo de La Paz pelo grupo Jallalla La Paz. Enquanto colaboradores políticos anunciaram que sua morte se deu por complicações da COVID-19, os familiares de Quispe negaram os relatos e afirmaram que ele morreu devido à parada cardíaca.